# シェリーファ・ロイド
シェリファー・ロイド（Shereefa Lloyd、1982年9月2日 - ）はジャマイカの陸上競技選手、専門は400mを主とする短距離走。ミドルセックス郡クラレンドン教区出身。北京オリンピック女子4×400mR銀メダリスト。身長172cm、体重68kg。
2007年世界陸上競技選手権大阪大会には第2走者としてシェリカ・ウィリアムズ、デヴィータ・プレンダーガスト、ノブレーン・ウィリアムズと女子4×400mRに出場。ジャマイカは3分19秒73の記録でアメリカに次ぐ2位となった。また女子400mでは準決勝5着敗退となったが、51秒00の自己ベストをマークした。
2008年8月北京オリンピック4×400mRには第2走者として、ローズマリー・ホワイト、シェリカ・ウィリアムズ、ノブレーン・ウィリアムズと出場。ジャマイカは3分20秒40の記録で3位となり銅メダルを獲得したが、後日2位ロシアチームのドーピング違反が発覚し繰り上がりで銀メダルとなった。9月IAAFワールドアスレチックファイナルでは51秒86の記録で8位となった。
2009年世界陸上競技選手権ベルリン大会4×400mRには第3走者として北京オリンピックのメンバーと出場。ジャマイカは3分21秒15の記録でアメリカに次ぐ2位となった。

## 主な戦績
| 年度 | 大会名                             | 開催地                        | 順位 | 種目    |
| ---- | ---------------------------------- | ----------------------------- | ---- | ------- |
| 2007 | パンアメリカン競技大会             | リオデジャネイロ（ ブラジル） | 4位  | 400m    |
| 2007 | パンアメリカン競技大会             | リオデジャネイロ（ ブラジル） | 4位  | 4×400mR |
| 2007 | 世界陸上競技選手権                 | 大阪（ 日本）                 | 2位  | 4×400mR |
| 2008 | 北京オリンピック                   | 北京（ 中華人民共和国）       | 2位  | 4×400mR |
| 2008 | IAAFワールドアスレチックファイナル | シュトゥットガルト（ ドイツ） | 8位  | 400m    |
| 2009 | 世界陸上競技選手権                 | ベルリン（ ドイツ）           | 2位  | 4×400mR |

## 記録
- 100m - 11秒50（2003年）
- 200m - 23秒10（2004年）
- 400m - 50秒62（2008年）

## 参考資料・外部リンク
- シェリーファ・ロイド - ワールドアスレティックスのプロフィール（英語）
- シェリーファ・ロイド - Olympedia（英語）